# My old Kentucky home

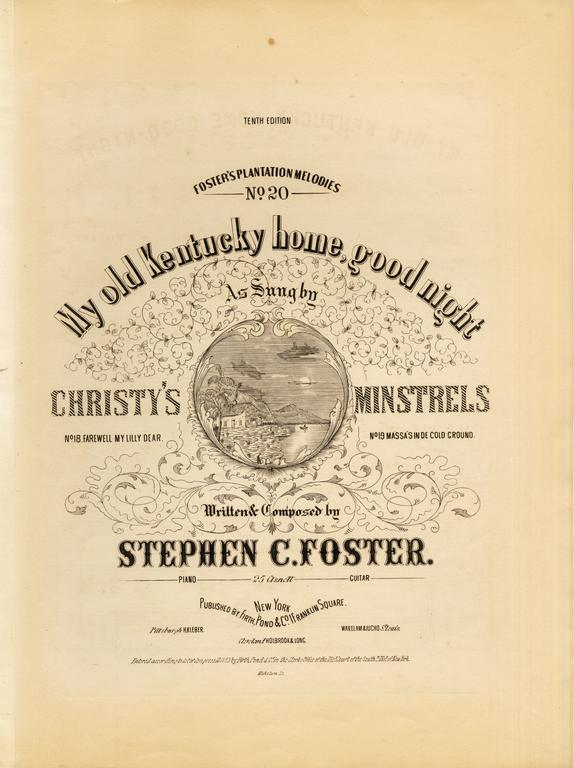
Portada de la partitura original.

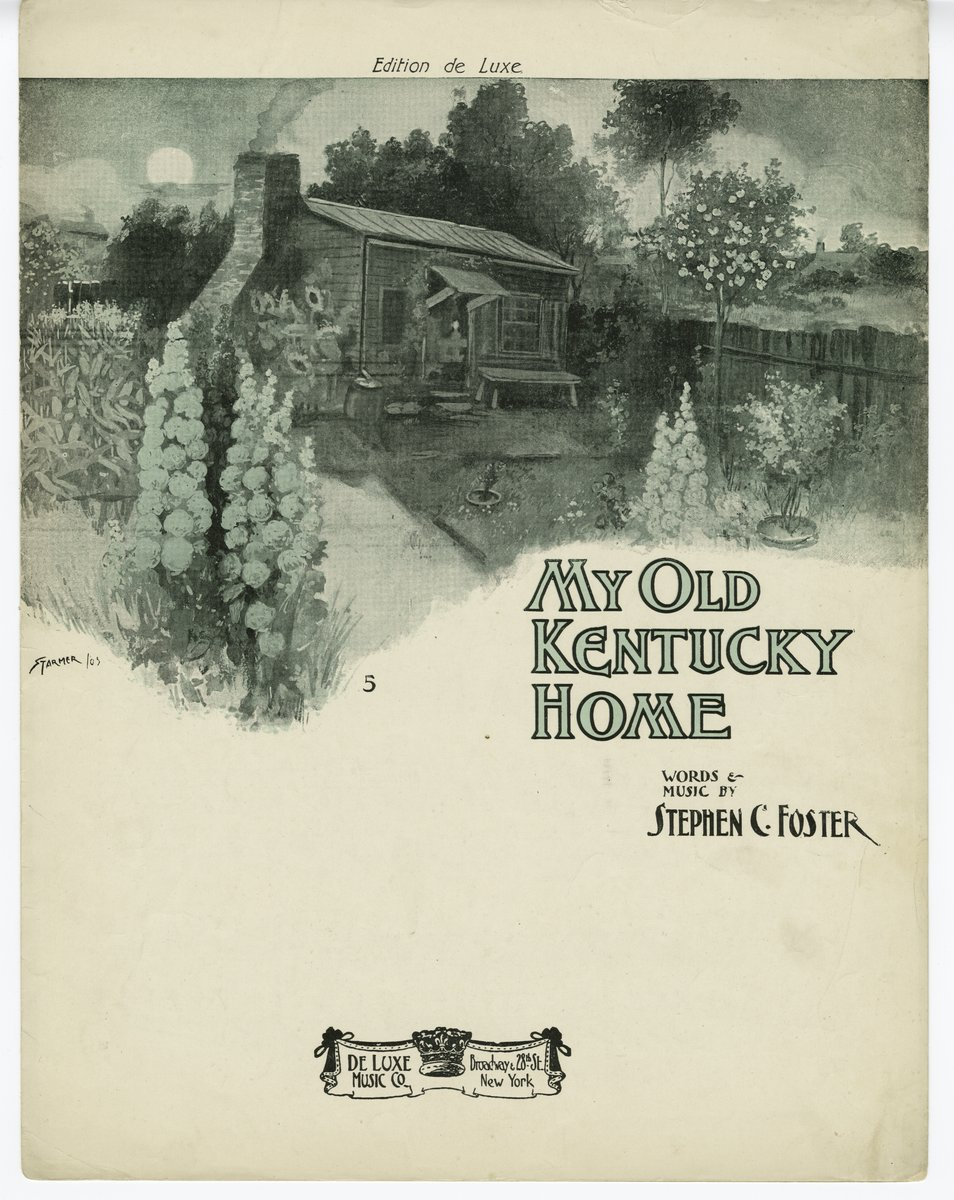
Portada de la edición de 1905.

My old Kentucky home (en español: Mi viejo hogar en Kentucky) es una canción de minstrel compuesta por Stephen Foster probablemente en 1852. Fue publicada como «My Old Kentucky Home, Good Night» en enero de 1853 por Firth, Pond & Co. de Nueva York. La canción fue presentada por Christy's Minstrels el mismo año.
Aunque algunos suponen que Foster compuso la obra en ocasión de visitar a un amigo residente de Bardstown (Kentucky), los expertos han descartado tal versión. Richard Jackson cree que Foster se inspiró en el libro de 1851 La cabaña del tío Tom, con la idea de aprovechar su rápida popularidad: en el borrador de Foster, la canción se titulaba «Poor uncle Tom, good night» (Buenas noches, pobre tío Tom),y cada estrofa finalizaba con el verso «Den poor Uncle Tom, good night» (Entonces, mki viejo tío Tom, buenas noches). Jackson considera además como «una de las piezas de Foster que más apela a la nostalgia». El abolicionista Frederick Douglass  pensaba que la canción estimulaba la simpatía por el esclavo, en un contexto en el que el anti-esclavismo enraizaba y podía florecer.
La canción describe originalmente una escena cotidiana en una plantación de esclavos, y fue un tema preferido de las presentaciones de minstrel.
My old Kentucky home fue elegida el 19 de marzo de 1928, mediante ley de la legislatura estatal, como canción oficial de Kentucky, pero para 1986 había opiniones encontradas sobre lo apropiado de la letra. Unos estudiantes japoneses de visita ante la Asamblea general del estado, cantaron el texto original como gesto de respeto, pero Carl Hines, el único miembro de raza negra en la cámara de representantes manifestó que «la canción contiene connotaciones de discriminación racial que no son aceptables». Luego de unos días, Hines apadrinó un proyecto para revisar la letra, y mediante la resolución 159 la palabra «darkies» fue reemplazada por «people»
| Versos originales en inglés | Traducción libre al español |
| --- | --- |
| The sun shines bright in the old Kentucky home, Tis summer, the people are gay; The corn-top's ripe and the meadow's in the bloom, While the birds make music all the day. | El sol brilla en el viejo hogar de Kentucky, este verano, la gente está alegre; el maíz madura y las praderas en flor, mientras las aves cantan todo el día. |